# El Muez Mahgoub Abdallah
El Muez Mahgoub Abdallah (14 agosto 1978) è un ex calciatore sudanese, di ruolo portiere.

## Carriera

### Club
Ha sempre giocato nel campionato sudanese.

### Nazionale
Ha esordito con la maglia della Nazionale nel 2003.